# Campillo de Dueñas
Campillo de Dueñas é um município da Espanha na província de Guadalajara, comunidade autónoma de Castilla-La Mancha, de área 60,53 km² com população de 104 habitantes (2004) e densidade populacional de 1,83 hab./km².

## Demografia
| Variação demográfica do município entre 1991 e 2004 | Variação demográfica do município entre 1991 e 2004 | Variação demográfica do município entre 1991 e 2004 | Variação demográfica do município entre 1991 e 2004 |
| --------------------------------------------------- | --------------------------------------------------- | --------------------------------------------------- | --------------------------------------------------- |
| 1991                                                | 1996                                                | 2001                                                | 2004                                                |
| 165                                                 | 151                                                 | 119                                                 | 111                                                 |